# Muckenschopf

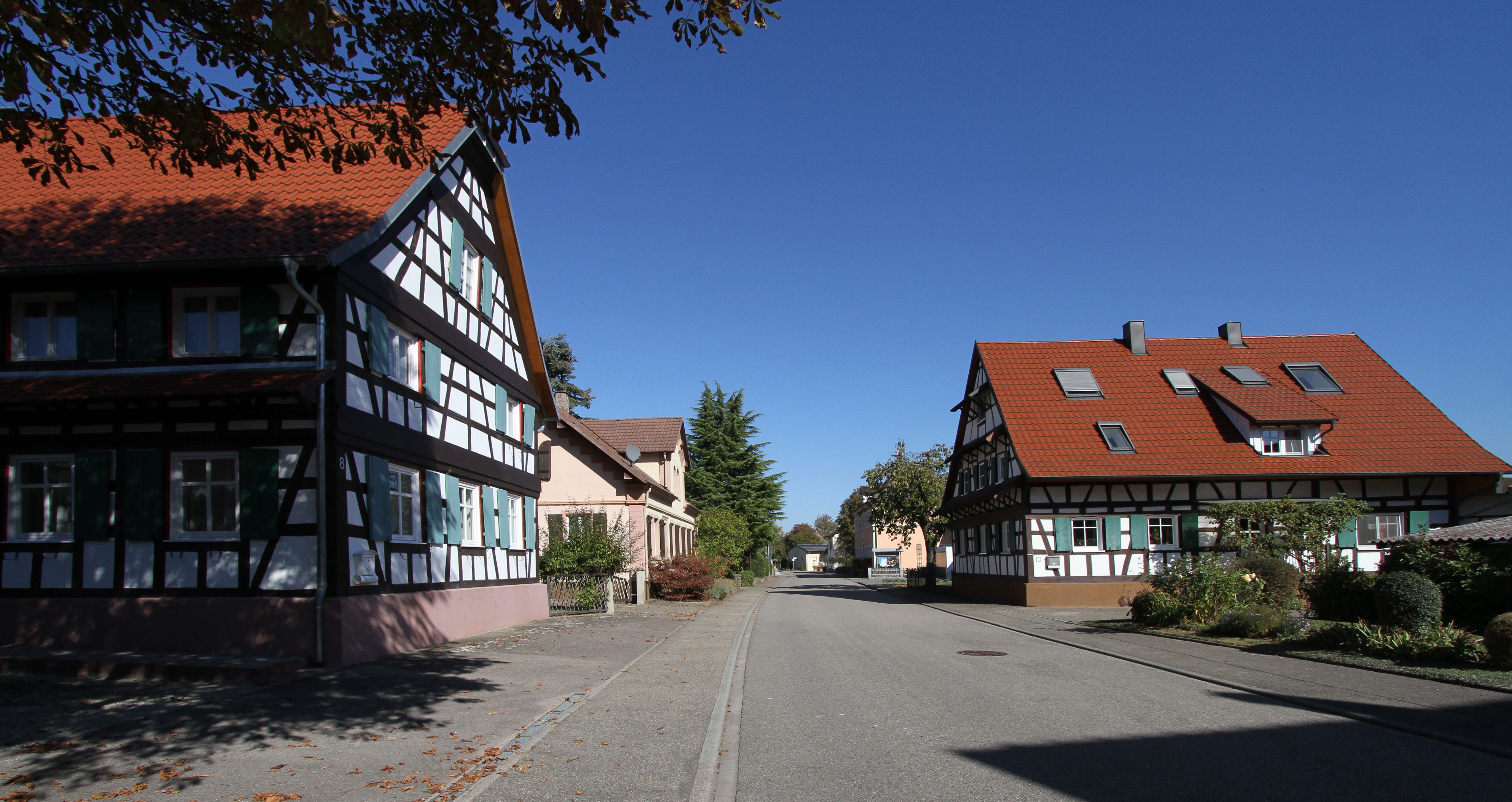
Hanauer Straße

Muckenschopf (Mückenschopf) ist ein Ortsteil von Lichtenau, einer Stadt im baden-württembergischen Landkreis Rastatt.

## Geschichte

### Mittelalter

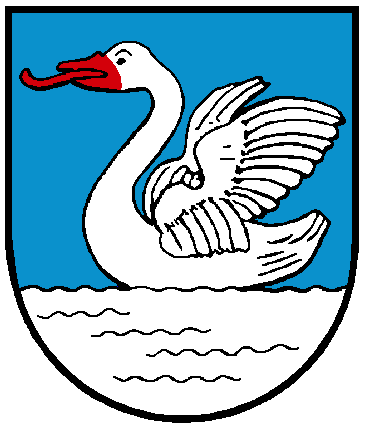
Wappen von Muckenschopf

Muckenschopf lag im Amt Lichtenau der Herrschaft Lichtenberg. Das Dorf war allodialer Besitz, Vorbesitzer sind nicht feststellbar. 1335 nahmen die mittlere und die jüngere Linie des Hauses Lichtenberg eine Landesteilung vor. Dabei fiel das Amt Lichtenau – und damit Muckenschopf – an Ludwig III. von Lichtenberg, der die jüngere Linie des Hauses begründete.
Anna von Lichtenberg (* 1442; † 1474) war als Tochter Ludwigs V. von Lichtenberg (* 1417; † 1474) eine von zwei Erbtöchtern mit Ansprüchen auf die Herrschaft Lichtenberg. Sie heiratete 1458 den Grafen Philipp I. den Älteren von Hanau-Babenhausen (* 1417; † 1480), der eine kleine Sekundogenitur aus dem Bestand der Grafschaft Hanau erhalten hatte, um sie heiraten zu können. Durch die Heirat entstand die Grafschaft Hanau-Lichtenberg. Nach dem Tod des letzten Lichtenbergers, Jakob von Lichtenberg, eines Onkels von Anna, erhielt Philipp I. d. Ä. 1480 die Hälfte der Herrschaft Lichtenberg. Die andere Hälfte gelangte an seinen Schwager, Simon IV. Wecker von Zweibrücken-Bitsch. Das Amt Lichtenau gehörte zu dem Teil von Lichtenberg, den die Nachkommen von Philipp und Anna erbten.

### Frühe Neuzeit
Graf Philipp IV. von Hanau-Lichtenberg (1514–1590) führte nach seinem Regierungsantritt 1538 die Reformation in seiner Grafschaft konsequent durch, die nun lutherisch wurde.
Nach dem Tod des letzten Hanauer Grafen, Johann Reinhard III., 1736 fiel das Erbe – und damit auch das Amt Lichtenau mit Muckenschopf – an den Sohn seiner einzigen Tochter, Charlotte von Hanau-Lichtenberg, Landgraf Ludwig (IX.) von Hessen-Darmstadt. Im 18. Jahrhundert wird Muckenschopf als Teil von Lichtenau verwaltet.

### Neuzeit
Mit dem Reichsdeputationshauptschluss wurde das Amt und Muckenschopf 1803 dem neu gebildeten Kurfürstentum Baden zugeordnet.
Bis zum 31. Dezember 1972 gehörte Muckenschopf dem Landkreis Kehl an und wurde infolge der Kreisreform dem Landkreis Rastatt zugeordnet. Am 1. Januar 1974 wurde Muckenschopf nach Lichtenau eingemeindet.

## Vereine
- Tischtennis-Verein Muckenschopf e.V